# Julia Unterberger
Juliane Unterberger detta Julia (Merano, 5 settembre 1962) è un avvocato e politica italiana.

## Biografia
Laureata in economia e giurisprudenza  presso l'Università di Innsbruck in Austria, è titolare di uno studio legale a Merano. È stata sposata con Karl Zeller, a lungo parlamentare dell'SVP in entrambe le assemblee, dal quale ha avuto una figlia, Katharina, sindaca di Merano dal 2025.

## Carriera politica
Politicamente impegnata nell'SVP, è stata consigliere della provincia autonoma di Bolzano dal 2003 al 2008 e dal 2010 al 2013; dal 2 marzo 2011 al 17 maggio 2011 è stata presidente del Consiglio della Provincia autonoma di Bolzano.

### Elezione a senatrice

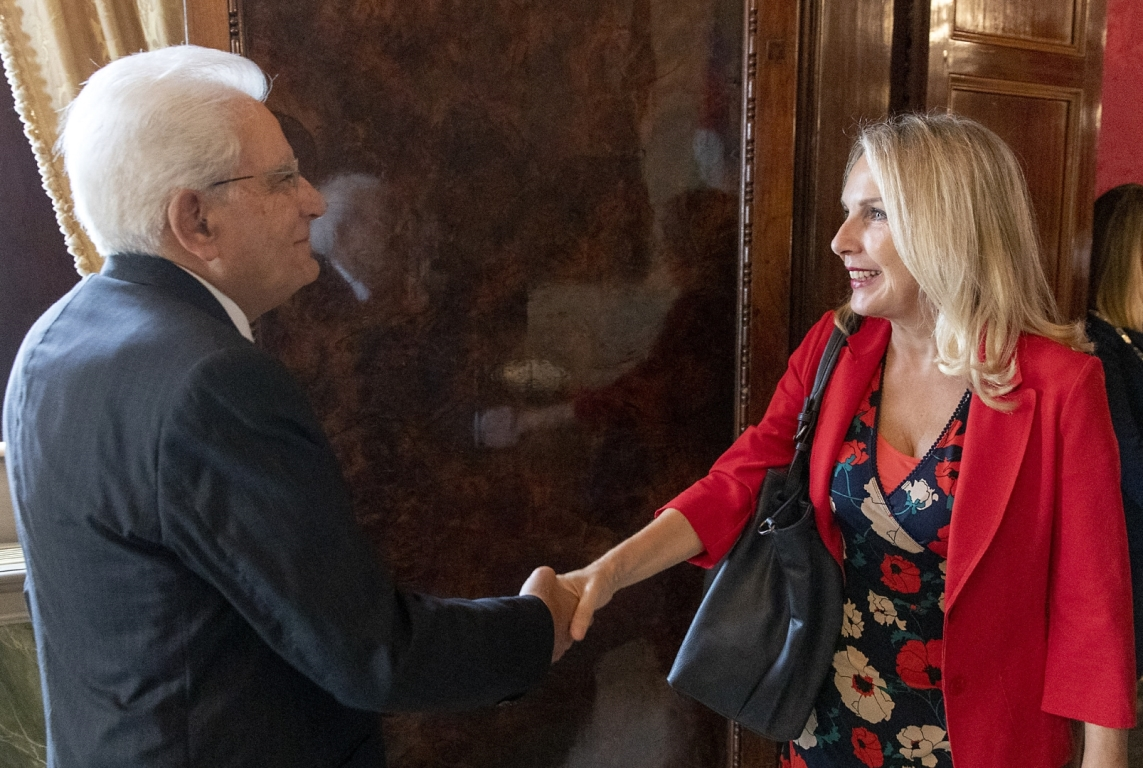
Julia Unterberger, presidente del gruppo Per le Autonomie al Senato, ricevuta dal presidente della Repubblica Italiana Sergio Mattarella.

Alle elezioni politiche del 2018 viene eletta al Senato della Repubblica nel collegio uninominale Trentino-Alto Adige - 02 (Merano), che vince con il 61,09% dei consensi, superando Maria Ida Germontani del centrodestra (13,45%), Maria Paola Amatori del Movimento 5 Stelle (11,09%) e Petra Agnelli del centrosinistra (8.07%).. Aderisce al gruppo parlamentare Per le Autonomie, di cui diviene presidente.
L'emendamento al Decreto Semplificazioni, prima firmataria Julia Unterberger, prevede che per il territorio della provincia autonoma di Bolzano la conoscenza della lingua tedesca sarà sufficiente per l'esercizio delle professioni sanitarie in forma libera privatamente.
In occasione della rielezione del Presidente della Repubblica Sergio Mattarella, ha inoltre ricordato che la provincia autonoma di Bolzano è ancora parte del territorio della Repubblica italiana, nonché che l'utilizzo della lingua tedesca – al posto di quella italiana –, sia in forma scritta che in forma orale, è tutelato dallo statuto della provincia stessa. Ha inoltre espresso delle critiche riguardo alle modalità in cui si svolsero le elezioni stesse.
Alle elezioni politiche anticipate del 2022 viene ricandidata al Senato nel collegio uninominale Trentino-Alto Adige - 05 (Merano), sostenuta da SVP e PATT, venendo rieletta con il 47,8% e superando Rita Mattei del centrodestra (10,44%) e Markus Hafner del Team K (8,53%). Il 18 ottobre  2022 viene confermata presidente del gruppo Per le Autonomie.